# Krzywiec (województwo podlaskie)
Krzywiec – wieś w Polsce położona w województwie podlaskim, w powiecie hajnowskim, w gminie Narew.
| SIMC    | Nazwa        | Rodzaj    |
| ------- | ------------ | --------- |
| 0036140 | Chytry Rynek | część wsi |
| 0036156 | Mostowlanie  | część wsi |

Wieś królewska w leśnictwie bielskim w ziemi bielskiej województwa podlaskiego w 1795 roku. W latach 1975–1998 miejscowość administracyjnie należała do województwa białostockiego. We wsi znajduje się Diecezjalne Centrum Kultury Prawosławnej „Światłość”, założone w 2000.

## Historia
Pierwsza wzmianka o rzece Krzywiec pochodzi z lat 40. XVI wieku. Gruntami, na których powstała później miejscowość, gospodarzyli prawdopodobnie mieszkańcy Narwi. Dokument z 1560 ponownie wspomina rzekę Krzywiec. Z dokumentu tego również wynika, że nie istniało tu żadne sioło. Na terenie dzisiejszej wsi w 1616 powstał młyn, którego właściciel miał nieco gruntów nad rzeką Krzywczyk.
W 1727 wieś należała do parafii Narew, w 1779 liczyła 33 dymy, 1 karczmę i 1 dym dworski. W 1811 roku było tu 48 domów. W owym czasie we wsi mieszkał szewc, garncarz i kowal. W 1837 we wsi znajdowała się karczma. W 1847 roku było tu 58 domów, w których mieszkały 332 osoby. W 1853 roku odnotowano ślub szlachcica z wieśniaczką.
W 1952 we wsi powstała spółdzielnia produkcyjna. Początkowo należało do niej 23 gospodarzy, z czasem liczba ta spadła do 5. Pomimo tego spółdzielcy nie załamali się i zaczęli pracować wraz z rodzinami. W wyniku tego stan inwentarza poprawił się, a spółdzielnia produkcyjna w Krzywcu została wyróżniona w 1959 roku przez Prezydium Powiatowej Rady Narodowej za najlepsze osiągnięcia w gospodarce rolnej. W kilka lat później spółdzielnia została rozwiązana. W 1969 roku w Krzywcu mieszkało ponad 50 gospodarzy.

## Demografia
Według spisu ludności z 30 września 1921 roku w Krzywcu mieszkało 335 osób w 83 domach (9 z nich było niezamieszkałych); 329 osób podało narodowość białoruską, 2 osoby podały narodowość polską, 2 – żydowską i 2 inną narodowość.
W 1939 roku stały tu 84 domy w których mieszkało 598 osób, w 1950 roku w 70 domach mieszkało 421 osób, w 2007 mieszkało tu 120 osób.

## Religia
Mieszkańcy wsi wyznania prawosławnego, należą do parafii w Łosince. Według spisu ludności z 30 września 1921 roku 331 osób było wyznania prawosławnego, 2 osoby były wyznania rzymskokatolickiego, 2 – mojżeszowego. Według stanu parafii z 31 grudnia 2007 roku, 120 parafian pochodziło z Krzywca.
Wierni kościoła rzymskokatolickiego należą do parafii Wniebowzięcia Najświętszej Maryi Panny i św. Stanisława Biskupa i Męczennika w Narwi.